# Orli Lot
Orli Lot – miesięcznik krajoznawczo-etnograficzny wydawany w Krakowie w latach 1920–1950 (24 roczniki).
Jako organ kół krajoznawczych PTK „Orli Lot” publikował fachowe opracowania materiałów dostarczanych w oparciu o system pracy ankietowej. Przy konstruowaniu ankiet konsultowano się z profesjonalnymi etnografami takimi jak Adam Fischer czy Kazimierz Moszyński. Publikowane prace były najczęściej monografiami wsi (np. Haczowa, Królówki) lub zagadnień. Indeks treści etnograficznej miesięcznika "Orli Lot" z lat 1920–1950 wydało w roku 1958 Polskie Towarzystwo Ludoznawcze.